# Hans Richter (futbolista)
Hans Richter (Olbernhau, Alemania Federal; 14 de septiembre de 1959 – 25 de marzo de 2023) fue un futbolista y entrenador de fútbol alemán que jugó en la posición de delantero.

## Carrera

### Club
| Periodo   | Club                     | Apariciones | Goles |
| --------- | ------------------------ | ----------- | ----- |
| 1977–1983 | FC Karl-Marx-Stadt       | 118         | 44    |
| 1983–1987 | 1. FC Lokomotive Leipzig | 98          | 34    |
| 1987–1990 | FC Karl-Marx-Stadt       | 55          | 17    |
| 1990      | Kickers Offenbach        | 13          | 7     |
| 1991–1992 | SV 98 Schwetzingen       | 33          | 9     |
| 1992–1995 | Rot-Weiß Walldorf        | 69          | 13    |
| 1997–2000 | Rot-Weiß Walldorf        | 89          | 47    |

### Selección nacional
Integró las selecciones menores de Alemania Democrática a partir de la categoría sub-17. Con la selección absoluta jugó en 15 ocasiones de 1982 a 1987 y anotó cuatro goles.

### Entrenador
| Periodo   | Club                  |
| --------- | --------------------- |
| 2003–2004 | SV Dersim Rüsselsheim |
| 2004–2006 | VfR Groß-Gerau        |
| 2006–2007 | SG Dornheim           |
| 2007–2014 | Rot-Weiß Walldorf II  |
| 2014–2018 | DJK Flörsheim         |